# Parikshitgarh
Parikshitgarh – miasto w północnych Indiach w stanie Uttar Pradesh, na Nizinie Hindustańskiej.
Populacja miasta w 2001 roku wynosiła 17 399 mieszkańców.